# الساندرو والریو
الساندرو والریو (انگلیسی: Alessandro Valerio; ۱۸ مهٔ ۱۸۸۱ – ۳۰ مهٔ ۱۹۵۵) سوارکار بازی المپیک اهل ایتالیا بود.